# 남윤정
남윤정(南閏貞, 1954년 5월 4일 ~ 2012년 8월 1일)은 대한민국의 배우이다.

## 생애
1973년 영화배우 첫 데뷔하였고 이어 같은해 여성중앙-TBC 패션모델 겸 탤런트 공모 때 안옥희와 함께 선발되어 특채 데뷔하였다. 환경에 관심이 많았던 부군이 결국 사고사를 한 이후 부군의 회사를 물려 받아 이끌던 중에 극심한 스트레스로, 2012년 8월 1일 자택에서 우울증으로 인하여 자살을 하였다.

## 출연작

### TV 드라마
- 1980년 TBC 어린이드라마 《바람돌이 장영실》
- 1982년 KBS 대하드라마 《꽃가마》
- 1983년 KBS 주간연속극 《안개》
- 1984년 KBS 일요아침드라마 《딸이 더 좋아》
- 1984년 KBS 청소년드라마 《첫사랑》
- 1985년 KBS 일일연속극 《꽃반지》
- 1985년 KBS 특집드라마 《적도전선》
- 1986년 KBS 특집드라마 《달맞이꽃》
- 1986년 KBS 특집드라마 《원효대사》
- 1986년 KBS 대하드라마 《노다지》
- 1986년 MBC 일요아침드라마 《한지붕 세가족》
- 1987년 KBS2 특집드라마 《사랑의 화원》
- 1987년 KBS1 특집드라마 《땅에서도 이루어지소서》
- 1989년 KBS2 수목드라마 《왕룽일가》
- 1989년 KBS1 특집드라마 《조명하》
- 1989년 KBS1 일일연속극 《회전목마》
- 1989년 KBS2 수목드라마 《절반의 실패》
- 1989년 KBS2 일요아침드라마 《당추동 사람들》
- 1990년 KBS2 어린이드라마 《5학년 3반 청개구리들》
- 1990년 KBS2 특집드라마 《안개를 찾아서》
- 1990년 KBS1 일일연속극 《서울뚝배기》
- 1990년 KBS1 대하드라마 《왕조의 세월》
- 1990년 KBS1 추석특집드라마 《만석꾼 며느리 뽑기》
- 1991년 KBS2 미니시리즈 《밥상을 차리는 여자》
- 1993년 MBC 특별기획드라마 《제3공화국》
- 1993년 KBS1 특집드라마 《은하의 강》
- 1994년 MBC 월화드라마 《M》 ... M의 생모 역
- 1995년 KBS1 청소년드라마 《신세대 보고 - 어른들은 몰라요》
- 1995년 MBC 주말연속극 《아파트》
- 1995년 MBC 특별기획드라마 《제4공화국》 ... 윤필용의 부인 허필순 역
- 1996년 EBS 청소년드라마 《감성세대》 ... 정명 모 역
- 1996년 KBS2 주말연속극 《첫사랑》 ... 정아 모 역
- 1996년 KBS2 추석특집드라마 《옛날에 이 길은》
- 1996년 KBS2 청소년드라마 《스타트》 ... 정남영의 모 남기자 역
- 1997년 KBS 아침드라마 《모정의 강》 ... 명주 모 역
- 1998년 SBS 일일시트콤 《순풍산부인과》
- 1999년 EBS 청소년드라마 《네 꿈을 펼쳐라》 ... 미선 모 역
- 2000년 SBS 드라마스페셜 《줄리엣의 남자》
- 2000년 KBS 대하드라마 《천둥소리》 ... 학금 역
- 2000년 KBS 메디컬 서스펜스 드라마 《RNA》 ... 지훈 모 역
- 2001년 KBS TV소설 《매화연가》
- 2001년 KBS 미니시리즈 《인생은 아름다워》
- 2001년 MBC 주말연속극 《여우와 솜사탕》 ... 양양자 역
- 2002년 KBS 아침드라마 《골목 안 사람들》 ... 석종 모 역
- 2002년 MBC 미니시리즈 《위기의 남자》 ... 나미 모 역
- 2003년 KBS 일일연속극 《노란 손수건》 ... 자영 모 역
- 2003년 SBS 아침드라마 《당신 곁으로》 ... 남씨 역
- 2004년 KBS2 미니시리즈 《낭랑 18세》 ... 가영 모 역
- 2004년 KBS2 단막극 《드라마시티 - 소나의 아름다운 빵집》 ... 이현미 역
- 2005년 KBS 아침드라마 《고향역》 ... 황은심 역
- 2006년 KBS 아침드라마 《순옥이》 ... 윤정혜 역
- 2006년 MBC 미니시리즈 《90일, 사랑할 시간》 ... 부행장 부인 역
- 2007년 MBC 미니시리즈 《하얀거탑》 ... 김영아 역
- 2007년 MBC 일일연속극 《나쁜 여자 착한 여자》 ... 최말자 역
- 2007년 SBS 미니시리즈 《강남엄마 따라잡기》 ... 장영자 역
- 2007년 KBS 전원드라마 《산 너머 남촌에는》
- 2008년 KBS 미니시리즈 《연애결혼》 ... 화영 모 윤혜선 역
- 2010년 SBS 드라마스페셜 《산부인과》 ... 자궁적출 수술한 환자의 시어머니 역 (특별출연)
- 2010년 SBS 주말극장 《이웃집 웬수》 ... 윤지영 친모 역
- 2011년 MBC 아침드라마 《위험한 여자》 ... 남지숙 역
- 2012년 JTBC 미니시리즈 《아내의 자격》 ... 진수애 역
- 2012년 OCN 《신의 퀴즈 3》 ... 박금주 역
- 2013년 TV로 보는 원작동화 《꼬마독재자 상중하》 ... 선생님 역

### 영화
- 1973년 《몸 전체로 사랑을》
- 1974년 《유관순》
- 1991년 《괴짜들의 꼴찌 안녕》
- 1992년 《정신 나간 유령》
- 1995년 《멀고 먼 해후》
- 2000년 《진실게임》